# 이적수
이적수(thank-you move)는 바둑에서 상대방을 이롭게 하는 최악의 수를 뜻한다. 악수의 일종으로, 상대를 이롭게 하는 것이 명백하고 역력한 수를 뜻한다. 참고로, 상대의 귀가 붉어질 만큼 충격과 부끄러움을 주는 결정적인 묘수를 이적의 수라고 한다.